# Clocks
"Clocks" là một ca khúc của ban nhạc alternative rock người Anh Coldplay. Ca khúc được sáng tác từ album phòng thu thứ hai của nhóm A Rush of Blood to the Head. Bài hát được sáng tác qua một chiếc piano riff cùng với lời bài hát rất khác lạ so với các bài khác. Một số bản remix của ca khúc hiện nay vẫn còn, thậm chí còn được biến thể để phù hợp với âm nhạc hiện đại. "Clocks" đã ra mắt rất thành công về doanh thu. Phần nhạc nền piano của bài hát được các nhà phê bình đánh giá cao và trở thành một trong những giai điệu gắn liền với tên tuổi của Coldplay. Đây là đĩa đơn thứ ba của ban nhạc từ album A Rush of Blood to the Head, nó đã từng đạt thứ 9 trên UK Singles Chart. Ngoài ra bài hát còn xếp thứ 29 trên bảng xếp hạng Billboard Hot 100, đứng thứ 9 trên Billboard Modern Rock Tracks. Ca khúc đã chiến thắng giải Grammy cho Thu âm của năm tại lễ trao giải Grammy năm 2004.

## Bối cảnh ra đời
"Clocks" được viết nhạc và sáng tác trong những giai đoạn cuối sản xuất album thứ hai của Coldplay, A Rush of Blood to the Head. Một đoạn riff đột nhiên xuất hiện trong tâm trí của Chris Martin vào một đêm nọ ở Liverpool khi anh bước chân vào phòng thu, nơi anh phát triển nó trên cây piano. Theo Martin, "Clocks" được lấy cảm hứng từ ban nhạc rock người Anh Muse. Martin giới thiệu đoạn riff này cho guitarist ban nhạc là Jonny Buckland, rồi Jonny đã thêm một chùm hợp âm guitar vào đĩa hát cơ bản. "Anh ấy xách lên chiếc guitar của mình [một dấu hiệu chắc chắn rằng anh thích ca khúc] và chơi các hợp âm tuyệt vời này... Nó giống như một quá trình phản ứng hóa học vậy."

## Sáng tác
Trước khi viết nhạc và sáng tác cho "Clocks", ban nhạc đã từng viết 10 ca khúc cho album. Tuy nhiên vì A Rush of Blood to the Head gần như hoàn thiện, họ nghĩ rằng đã quá muộn để bổ sung thêm một bài hát mới vào album. Vì vậy, họ thu một đĩa demo và lưu các bản nhạc còn dang dở khác vào trong đó kèm theo dán nhãn "Songs for #3"; ban nhạc dự định để những bản nhạc này sẽ xuất hiện trong album thứ ba của họ.
Đến tháng 6 năm 2002, Coldplay chuẩn bị trình bày album mới với hãng đĩa của nhóm là Parlophone, nhưng rồi Martin lại thấy đĩa nhạc đúng là "có vấn đề", nhóm tỏ ra cực kỳ không hài lòng với album đến nỗi cả nhóm và Parlophone hoãn lại lịch phát hành.

## Các thành viên thực hiện
- Chris Martin - hát chính, piano, organ.
- Jonny Buckland - guitar chính, hát phụ.
- Guy Berryman - guitar bass.
- Will Champion - đánh trống.

## Danh sách track
| 7", 12", CD | 7", 12", CD       | 7", 12", CD |
| STT         | Nhan đề           | Thời lượng  |
| ----------- | ----------------- | ----------- |
| 1.          | "Clocks"          | 5:09        |
| 2.          | "Crests of Waves" | 3:39        |
| 3.          | "Animals"         | 5:32        |

| DVD | DVD                                | DVD        |
| STT | Nhan đề                            | Thời lượng |
| --- | ---------------------------------- | ---------- |
| 1.  | "Clocks" (biên tập video)          | 4:18       |
| 2.  | "Politik" (live and photo gallery) |            |
| 3.  | "In My Place" (Trực tiếp)          |            |
| 4.  | "Cảnh phỏng vấn"                   |            |

| Japan Enhanced EP | Japan Enhanced EP         | Japan Enhanced EP |
| STT               | Nhan đề                   | Thời lượng        |
| ----------------- | ------------------------- | ----------------- |
| 1.                | "Clocks" (Biên tập)       | 4:13              |
| 2.                | "Crests of Waves"         | 3:39              |
| 3.                | "Animals"                 | 5:32              |
| 4.                | "Murder"                  | 5:37              |
| 5.                | "In My Place" (Trực tiếp) | 4:03              |
| 6.                | "Yellow" (Trực tiếp)      | 5:13              |
| 7.                | "Clocks" (Video)          | 4:18              |
| 8.                | "In My Place" (Video)     | 3:48              |

| Đĩa đơn Limited Maxi Hà Lan | Đĩa đơn Limited Maxi Hà Lan                            | Đĩa đơn Limited Maxi Hà Lan |
| STT                         | Nhan đề                                                | Thời lượng                  |
| --------------------------- | ------------------------------------------------------ | --------------------------- |
| 1.                          | "Clocks" (Biên tập)                                    | 4:13                        |
| 2.                          | "Politik" (Trực tiếp)                                  | 6:53                        |
| 3.                          | "Shiver" (Trực tiếp)                                   | 5:26                        |
| 4.                          | "Daylight" (Trực tiếp)                                 | 5:58                        |
| 5.                          | "Clocks"                                               | 5:09                        |
| 6.                          | "Trouble" (Trực tiếp)                                  | 5:43                        |
| 7.                          | "The Scientist" (Trực tiếp)                            | 5:18                        |
| 8.                          | "Green Eyes / Mooie Ellebogen (Trực tiếp)" (Trực tiếp) | 5:16                        |
| 9.                          | "Clocks" (Trực tiếp)                                   | 5:31                        |
| 10.                         | "In My Place" (Trực tiếp)                              | 3:51                        |
| 11.                         | "Everything's Not Lost" (Trực tiếp)                    | 8:47                        |
| 12.                         | "Yellow" (Trực tiếp)                                   | 4:44                        |

Các bản remix chính thức
- "Clocks" (Royksopp Trembling Heart Mix)[2]
- "Clocks" (Fedde le Grand Remix)
- "Clocks" (Deep Dish Mix)[3]
- "Clocks" (Gabriel & Dresden 'I Gotta Thank You' Mix)
- "Clocks" (Tom Middleton's Cosmos Mix)
- "Clocks" (Judge Jules Remix)
- "Clocks" (David X Mix)

## Xếp hạng và chứng nhận
| Bảng xếp hạng (2003)                       | Vị trí cao nhất |
| ------------------------------------------ | --------------- |
| Bỉ (Ultratip Flanders)                     | 2               |
| Bỉ (Ultratip Wallonia)                     | 7               |
| Canada (Nielsen SoundScan)                 | 7               |
| Croatia (HRT)                              | 5               |
| El Salvador (El Siglo de Torreón)          | 5               |
| Europe (European Hot 100 Singles)          | 28              |
| Pháp (SNEP)                                | 65              |
| Đức (GfK)                                  | 50              |
| Ireland (IRMA)                             | 15              |
| Hà Lan (Dutch Top 40)                      | 2               |
| Hà Lan (Single Top 100)                    | 2               |
| New Zealand (Recorded Music NZ)            | 13              |
| Scotland (OCC)                             | 10              |
| Thụy Sĩ (Schweizer Hitparade)              | 71              |
| Anh Quốc (OCC)                             | 9               |
| Hoa Kỳ Billboard Hot 100                   | 29              |
| Hoa Kỳ Adult Alternative Songs (Billboard) | 1               |
| Hoa Kỳ Adult Pop Airplay (Billboard)       | 4               |
| Hoa Kỳ Alternative Songs (Billboard)       | 9               |
| Hoa Kỳ Dance Club Songs (Billboard)        | 31              |
| Hoa Kỳ Pop Airplay (Billboard)             | 21              |
| Úc (ARIA)                                  | 28              |
| Ý (FIMI)                                   | 24              |

| Bảng xếp hạng (2016)              | Vị trí cao nhất |
| --------------------------------- | --------------- |
| Hoa Kỳ Hot Rock Songs (Billboard) | 16              |

| Bảng xếp hạng (2003)            | Vị trí |
| ------------------------------- | ------ |
| Anh Quốc (OCC)                  | 150    |
| Colombia (B & V Marketing)      | 5      |
| Hà Lan (Dutch Top 40)           | 14     |
| Hà Lan (Single Top 100)         | 30     |
| New Zealand (Recorded Music NZ) | 42     |
| Mỹ Billboard Hot 100            | 81     |
| Mỹ Adult Top 40 (Billboard)     | 13     |

| Quốc gia                                                                                             | Chứng nhận | Số đơn vị/doanh số chứng nhận |
| --- | ---------- | ----------------------------- |
| Anh Quốc (BPI)                                                                                       | Bạch kim   | 600.000‡                      |
| Đan Mạch (IFPI Đan Mạch)                                                                             | Vàng       | 45.000‡                       |
| Hoa Kỳ (RIAA)                                                                                        | Vàng       | 500.000*                      |
| Ý (FIMI)                                                                                             | Bạch kim   | 50.000‡                       |
| * Chứng nhận dựa theo doanh số tiêu thụ. ‡ Chứng nhận dựa theo doanh số tiêu thụ và phát trực tuyến. |            |                               |